# Jeroen van Dommelen
Jeroen van Dommelen (Rotterdam, 14 april 1970) is woordvoerder en oud-journalist.
Van Dommelen studeerde juridisch-politieke wetenschappen aan de Universiteit Leiden, en begon in 1993 als radio-journalist bij de Evangelische Omroep. In 1995 werd hij politiek verslaggever voor Radio 1 en 2Vandaag. Van 1997 tot 2005 werkte hij bij het NOS Radio 1 Journaal, als politiek verslaggever en later ook als presentator van de ochtenduitzendingen.
In 2005 vertrok hij naar de Verenigde Staten, om voor Radio 1 in Washington, D.C. te gaan werken. Begin 2007 keerde Van Dommelen terug naar Nederland en maakte hij binnen de NOS de overstap van radio naar televisie. Hij werkte 11 jaar als politiek verslaggever op de Haagse redactie van het NOS journaal.
Sinds 2018 is Van Dommelen werkzaam op het Ministerie van Buitenlandse Zaken, als woordvoerder van de minister voor Buitenlandse Handel en Ontwikkelingshulp.